# História do aborto
A história do aborto, segundo a Antropologia, remonta à Antiguidade. Há evidências que sugerem que, historicamente,  dava-se fim à gestação, ou seja, provocava-se o aborto, utilizando diversos métodos, como ervas abortivas, o uso de objetos cortantes, a aplicação de pressão abdominal entre outras técnicas em geral.
A legislação sobre o aborto e sua execução prática variaram segundo sua época. Muitas leis e doutrinas religiosas antigas consideravam os golpes da criança em gestação no ventre da mãe como um parâmetro para diferenciar quando a prática do aborto deixava de ser aceitável. Nos séculos XVIII e XIX vários médicos, o clero e reformadores sociais conseguiram aprovar leis que proibiam totalmente a prática do aborto. Durante o século XX o aborto induzido tornou-se prática legal em muitos países do Ocidente.
A história do aborto acompanha a história das sociedades humanas e ainda se mantém em construção na atualidade, revelando aspectos importantes da chamada história das mulheres. A forma de abordagem sobre a prática do aborto sofreu alterações ao longo do tempo, em termos técnicos, éticos e jurídicos.
De acordo com Giulia Galeotti “Muitas das convicções que hoje são dados adquiridos constituem, na verdade, o fruto de um árduo trabalho amadurecido ao longo dos séculos: o papel da mulher, as formas de considerar o feto e a gravidez, as intervenções externas, os interesses políticos e os parâmetros de avaliação mudaram desde a Antiguidade até os dias de hoje, assumindo diferentes funções e significados.”  Até o século XVIII o feto era entendido como uma parte do corpo feminino e, apesar da interferência das religiões da Antiguidade até o século XVIII, a gestação, o parto e o aborto mantiveram-se como um assunto privado de mulheres, por isso a vida da mulher e a do feto não foi colocada no mesmo plano por séculos. Até esse momento, a mulher estava associada à maternidade e o aborto acontecia principalmente nas situações de prostituição, adultério e para salvar a vida da mãe. Nas sociedades em que o aborto não era tolerado, durante a Antiguidade, isso não se dava em razão do "direito do feto, mas sim como garantia de 'propriedade do pai' sobre um potencial herdeiro".
A partir do século XVIII, com as descobertas científicas e conhecimentos médicos e a afirmação dos Estados Nacionais com a Revolução Francesa, a mulher começa a perder o conhecimento sobre os saberes do corpo e, especialmente, dos saberes ligados à reprodução. Consequentemente as visões sobre gravidez, parto e aborto também vão se alterar. O feto passa a ser considerado como entidade autônoma, o que traz consequências tanto para as reflexões da Igreja como para o Estado. As conquistas científicas do século XVII e XVIII vão influenciar a demografia e a política do Estado quanto ao papel da mulher e sua importância para a reprodução de futuros cidadãos. O papel das parteiras tradicionais também é alterado e estas passam a ser o bode expiatório do grande número de mortalidades maternas. As parteiras passam a receber treinamento de médicos e seu campo de ação é restringido. Ao mesmo tempo em que era desenvolvido esse processo, passa a ser perigoso para a saúde as práticas (de parto e aborto) quando realizadas pelas próprias mulheres ou pelas parteiras não capacitadas, agravando o risco para a vida da mãe, além do estabelecimento de punições para a prática do aborto.
Durante o século XIX e entrando pelo século XX, o Estado passa a tutelar o nascituro e a reprimir o aborto. A diminuição do número de nascimentos no início do século XX exige dos Estados a tomada de decisão sobre o aborto. As primeiras legislações sobre aborto aparecem de forma sistemática no século XX, com a definição e penas para tal crime. Surgem nesse período pessoas capacitadas para realizar o aborto, mesmo sendo a prática ilegal, de forma mais segura do ponto de vista da saúde, mas que não elimina o risco de penalidades. A produção e difusão em grande escala dos preservativos masculinos na segunda metade do século XIX contribuiu para a diminuição do número de nascimentos na Europa e foi um fenômeno quase que generalizado.
Com o fim da Segunda Guerra surgem novos comportamentos sexuais e de demografia. A descoberta da pílula anticoncepcional proporciona à mulher a possibilidade de controlar sua fertilidade e a maternidade deixa de ser o destino de toda a mulher, assim como inicia-se o processo de separação entre sexualidade e maternidade trazido pelo movimento político denominado feminismo, nos anos 1960. E é neste quadro político que o aborto “torna-se o símbolo da expropriação do corpo e da identidade feminina.”  E é nesse momento que há a cisão entre Igreja e Estado com relação à legislação específica para o aborto. Nos anos 1970 na Europa essa discussão ganha as ruas e os legisladores são chamados a discutir o assunto e a rever as leis punitivas. Vários países como França, Alemanha, Inglaterra, Bélgica, Itália, Canadá e mais recentemente Portugal e Espanha, entre outros, liberaram a interrupção voluntária da gravidez por desejo da mulher.
O tema, ainda hoje, é motivo de discussões acaloradas, especialmente nos países do hemisfério sul, onde o aborto é crime, sendo admitido, em alguns países, em situações específicas, como em caso de gravidez decorrente de violência sexual, gravidez que represente risco de vida para a mulher e má formações fetais incompatíveis com a vida extrauterina.

## Aborto na Antiguidade
Neste período a prática do aborto era bastante difundida em todas as classes sociais e vozes contrárias se davam quando o interesse masculino era contrariado. O aborto era realizado por parteiras ou pelas próprias mulheres grávidas e os meios utilizados para sua realização eram “cantilenas mágicas, exercícios físicos violentos e instrumentos mecânicos”, o que provocavam, muitas vezes, danos e envenenamentos às mulheres. Na Grécia o aborto não era considerado crime, mas precisava do consentimento do marido ou do patrão, da mesma forma como o abandono de menores e o infanticídio. Nem mesmo em casos de morte da mulher a pessoa responsável era imputada, a menos que o interesse do homem fosse desrespeitado. Nesse período surgiram vozes isoladas contra o aborto com teses que levavam em consideração o desenvolvimento do feto e sua condenação estava relacionada ao momento da gestação em que ele é realizado. Em Roma o aborto não foi considerado crime. Havia os que o condenavam e as razões eram em nome do bem comum, impiedade, ofensa aos deuses, à família, à natureza e não diretamente ao feto.

## O aborto e as religiões

### Judaísmo
No Judaísmo a vida se inicia antes da concepção, como uma bênção do Senhor. De uma maneira simplificada podemos dizer que entre as etapas de desenvolvimento do feto, as relações sexuais entre homem e mulher seriam a primeira etapa, seguida da concepção, até chegar ao embrião. O judaísmo considera o aborto provocado como violação e ofensa à vida. No entanto, é possível  interromper a gravidez para salvar a vida da mãe ou quando sua saúde correr perigo. O não atendimento da solicitação médica nesses casos pode ser considerado como suicídio. Se o aborto for praticado e houver possibilidade de salvar a vida da mãe, será considerado homicídio. No judaísmo a relação sexual no casamento não é só para a reprodução.

### Cristianismo
Da mesma forma que o judaísmo, o cristianismo condena o aborto, mas da perspectiva do feto, equiparando o aborto ao homicídio. “O objeto de interesse é o feto, ao passo que a preocupação da tradição clássica dizia respeito aos interesses do pai, da família, do Estado, ocasionalmente da mulher, mas nunca do nascituro”. O princípio de proteção do feto e a condenação do aborto como homicídio permaneceu constante e somente no século IV torna-se objeto de Concílios. O direito canônico, após 1200, vai aprimorando as penalidades para o aborto e além da excomunhão há sanções terrenas que retiram direitos civis adquiridos. É importante destacar também que o cristianismo, a partir do século VI irá influenciar diversos reinos e ampliar sua influência sobre as legislações. Direito canônico e direito civil que eram separados, a partir do século XII iniciam processo de convergência que permanece até os dias atuais, com diferentes formas de manifestação. Para os teólogos cristãos era fundamental a determinação da época da animação do feto, o que sofreu diferentes interpretações e teve por consequência as diferentes formas de punições ao aborto, dependendo da fase embrionária em que fosse praticado. Com os descobrimentos científicos do século XVII, o cristianismo alterou sua visão de mundo. Não a ponto de abalar as bases de sustentação, mas especialmente quanto ao momento da entrada da alma no feto e a posição da Igreja com relação ao aborto terapêutico. A posição da Igreja Católica permanece, na sua essência, inalterada. Poucas vozes dentro da Igreja Católica levantam-se em favor de que a última palavra deve ser dada às mulheres e homens diretamente envolvidos na situação.

### Islamismo
O Islã proíbe o aborto porque é uma intervenção que põe termo a uma vida. A única exceção é o caso que a prática seja necessária para salvar a mãe (aborto terapêutico). O islamismo também considera diferentes fases de desenvolvimento do embrião para o cálculo da indenização no direito muçulmano clássico.

## Aborto no Brasil
Desde 1940 é considerado um delito pelo Código Penal e passível de prisão, para as mulheres que se submetem e para quem o realiza. A excepcionalidade se dá somente em três casos: quando a gravidez é resultado de estupro (a mulher tem o direito de escolher interromper a gravidez ou mantê-la), para salvar a vida da mulher e, a partir de 2012, gravidez de feto anencéfalo (a mulher tem o direito de optar pelo prosseguimento da gestação ou por interrompê-la). Embora desde 1940 a lei permita o aborto para gravidez resultante de estupro, somente em 1989 foi aberto o primeiro serviço de atendimento às mulheres para o aborto legal, na cidade de São Paulo. Esse serviço permaneceu como único até 1994, ano em que foi aberto, também em São Paulo outro serviço de atendimento a mulheres vítimas de violência. A partir daí foram abertos novos serviços.